# スコット・フォーストール
スコット・フォーストール（Scott Forstall, 1969年 - ）は、Appleの前iOS担当上級副社長。

## 経歴
ワシントン州キットサップ郡の中流家庭で、看護師の母ジーンとエンジニアの父トム・フォーストールの3人兄弟の2番目として生まれる。ちなみに兄のブルースはマイクロソフトのシニアソフトウェア設計エンジニアである。
プログラミング等のスキルが「他の人には難しいところも簡単に身についた」才能豊かな生徒だったフォーストールは、中学校で上級レベルの理科と数学のクラスに進み、 Apple IIeでのプログラミングの経験を積んだ。彼は1年飛び級して、ワシントン州ブレマートンのオリンピック高校に入学し、競技チェス、歴史、一般教養に熱中し、時には州レベルで競技していた。彼は4.0のGPAを達成し、卒業生代表の地位を獲得したが、この地位は後に妻となる同級生のモリー・ブラウンと分かち合うこととなった。彼は地元紙のインタビューで「ハイテク電子機器の設計者」になるという目標を掲げていた。
スタンフォード大学にて1991年にに記号論の学位を取得して卒業した。翌年、同大学でコンピュータサイエンスの修士号を取得した。なお大学在学中はファイ・カッパ・サイの会員だった。

## キャリア

### NeXTとApple
フォーストールは1992年に、当時スティーブ・ジョブズ率いるNeXTに入社し、1997年に同社がAppleに買収された後もそのまま留まった。2000年、彼は新しいMac OS XのAquaユーザインタフェースのデザイン主任・開発を担当。半透明のアイコンや反射など、水をテーマにしたデザイン性は大きな話題となり頭角を現すこととなった彼は、2003年1月にシニアバイスプレジデントに昇格した。また彼はこの期間、Safariブラウザの開発を監督した。2006年にアビー・テバニアンが退社したことに伴い、Mac OS X v10.5の開発責任者を務めた。

### iOS開発の中心人物
2005年、ジョブズはiPhoneの開発計画をスタートしたとき、そのアプローチとして「Macの機能を削って縮小したものにするか、iPodに機能を追加して拡大するか」という選択肢に迫られた。ジョブズは前者のアプローチを好んでいたが、フォーストール率いるMacを開発するチームと、トニー・ファデル率いるiPodを開発するチームを社内競争で競わせることにした。フォーストールはその熾烈な競争を勝ち抜くことに成功し、iOSを作ることになった。この決定によってiPhoneは、既にMac OS Xによって慣れていたデスクトップ用OSをベースにすることで、多くのサードパーティのMac開発者が最小限の再トレーニングでiPhone用のソフトウェアを書くことができた。これによりiPhoneはサードパーティ開発者向けのプラットフォームとして成功することができた。
フォーストールはまた、iPhoneアプリを構築するためのソフトウェア開発キット（SDK）や、iTunes内のApp Storeの作成も担当した。
2008年6月のWWDCの3日前に上級副社長に就任し、iOSプラットフォーム開発の中心人物となっていた。

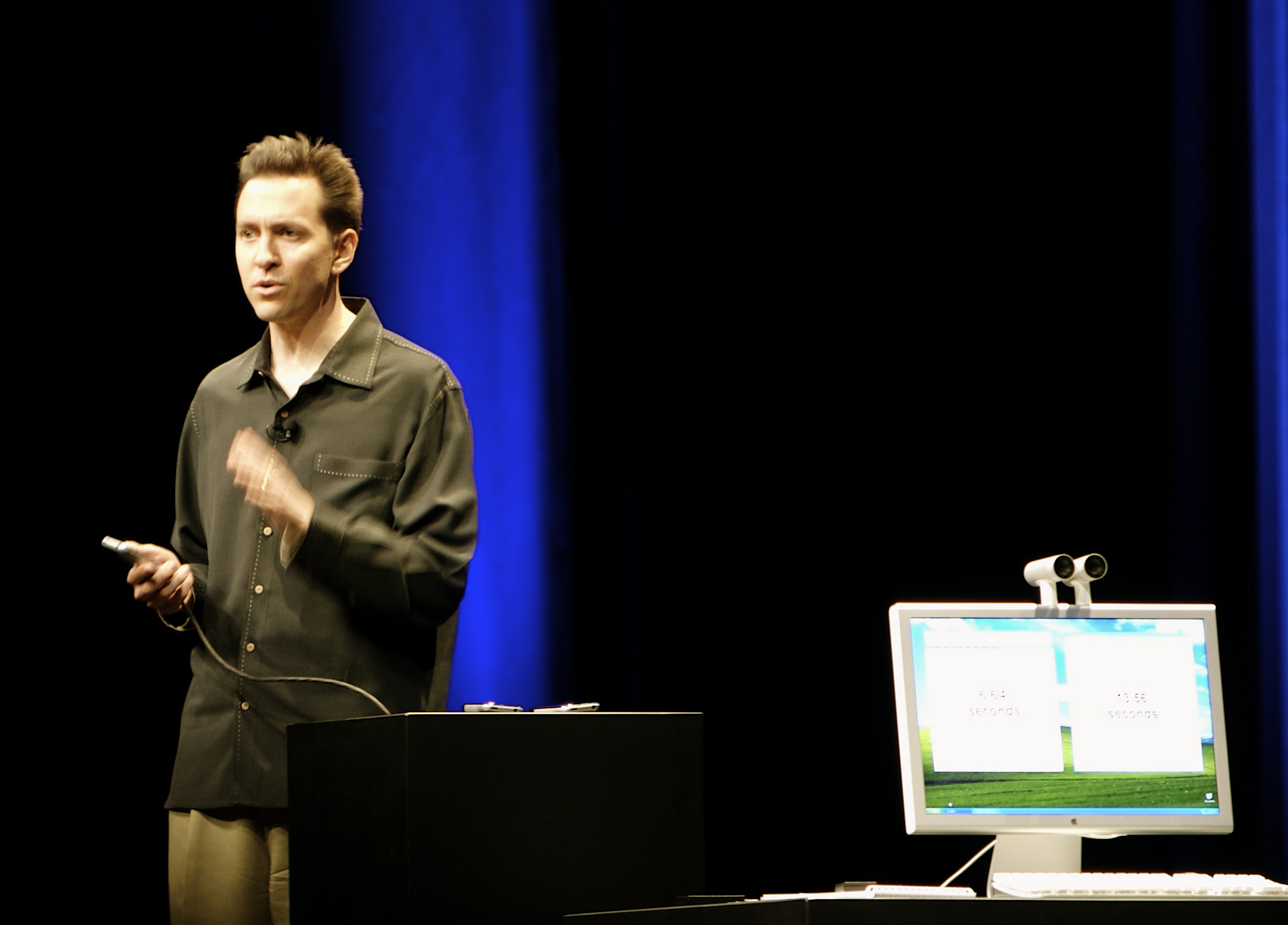
Safari 経由で iPhone 上の Ajax Web2.0 アプリをデモするスコット・フォーストール

フォーストールはApple Worldwide Developers Conferences（WWDC）でも度々講演している。 2006年のMac OS X Leopard、2008年のiPhoneソフトウェア開発、iPhone OS 2.0とiPhone 3Gのリリース後、そして2010年1月27日のAppleの2010 iPad基調講演などで講演している。WWDC 2011ではiOS 5を紹介するとともに、ビデオクリップの約4分の3のナレーションを担当しているほか、AppleのiOSに関するほぼすべての主要な特別イベントにも出演している。iPhone 4Sを発表する「Let's talk iPhone」イベントでは、ステージに上がり、SRI インターナショナルで開発されたSiriを実演した。

### Apple辞職とその後
2012年9月19日のiOS 6に搭載された初の自社製地図アプリはバグが多く大きな問題となった（詳細はマップ (Apple)#初期の不正確さを参照）。また、時計アプリは商標登録されているスイスの鉄道時計をベースにしたデザインを使用していたが、Appleはライセンスを取得していなかったため、スイスの鉄道に2100万ドルの補償金を支払うことになったとも報じられた。また、Siriについても一部からは「失敗作」と評されるなど、賛否両論の評価を受けた。
特に地図アプリの問題においては、CEOであるティム・クックが謝罪することになったが、マップ開発の直接の責任者であるフォーストールは謝罪への署名を拒否したと報じられた。こうした度重なる問題がきっかけとなり、また同社幹部との確執も表面化するようになったことで、フォーストールは辞職に追い込まれた。2011年10月にスティーブ・ジョブズが死去して以降、彼を擁護する後ろ盾がいなかったことも大きいとされている。
2012年10月29日付けで引き継ぎのためにCEOのティム・クックのアドバイザーとなり、2013年にAppleを離れることが発表された。後任として、Mac OS X担当だったクレイグ・フェデリギがiOS担当も兼任することとなった。
辞職後、数年間公の場に姿を現すことはなかった。2013年12月の報道によると、彼は旅行、慈善団体への助言、いくつかの中小企業への非公式なアドバイスに専念していたとされる。2015年にはブロードウェイ・ミュージカルのプロデューサーを務め、プロデュースした作品がトニー賞を5部門で受賞した。
2017年6月20日、フォーストールはApple退社後初めて公の場でインタビューを受けた。彼はコンピュータ歴史博物館で、iPhone発売10周年を記念してジョン・マーコフからiPhoneの誕生についてインタビューを受けた。
2021年4月、フォーストールはエピックゲームズ対アップルの訴訟でアップル側の証人の一人を務めた。

## 特徴
スコットが担当したiPhone OS 1.0からiOS 6までは立体的であり、現実世界の物質をアイコンなどに表現したリッチデザインやスキューモーフィズムデザインが特徴である。また、スコット曰く「スキューモーフィズムデザインのiOSへの採用はジョブズ自らが強く提唱したもの」で、「Mac OS Xをベースに、説明書を読む必要も無く簡単に操作できるようにデザインした」という。